# Louis Hattingh
Louis Hattingh (23 febbraio 1996) è un canoista sudafricano.

## Biografia
Ai Giochi panafricani di Rabat 2019 ha vinto la medaglia d'oro nel K2 1000 metri, in coppia con Jarryd Gibson e nel K4 500 metri, in squadra con Chrisjan Coetzee, Jarryd Gibson e Sifiso Masina e quella d'argento nel K1 1000 metri.
Ai mondiali Seghedino 2019 è arrivato in semifinale nel K2 1000 metri, dove ha gareggiato con Jarryd Gibson.

## Palmarès
- Giochi panafricani

Rabat 2019: oro nel K2 1000 m; oro nel K4 500 m; argento nel K1 1000 metri;